# Luciano Chailly
Luciano Chailly est un compositeur italien né le 19 janvier 1920 à Ferrare et mort le 24 décembre 2002 à Milan.

## Biographie
Élevé à Ferrare où il est né, Luciano Chailly y obtient un diplôme de violon en 1941, puis passe un diplôme de littérature à l'université de Bologne en 1943. Il passe ensuite quelques mois sous les drapeaux à la fin de la seconde guerre mondiale dans les troupes alpines italiennes. En 1945, il obtient son diplôme de composition au conservatoire de Milan, où il étudie avec Renzo Bossi. En 1948, il suit des cours de perfectionnement à Salzbourg avec Paul Hindemith.
Auteur prolifique d'opéras lyriques, de pièces symphoniques, de musique de chambre et de musique religieuse, Luciano Chailly a dans le même temps exercé de nombreuses responsabilités. De 1951 à 1967, il est directeur des programmes musicaux de la RAI avant d'assumer la direction artistique de la Scala de Milan de 1968 à 1971, des Arènes de Vérone en 1975 et 1976, puis du théâtre Carlo Felice de Gênes de 1983 à 1985. Il est ensuite, en 1987, élu président de la Federazione Nazionale delle Associazioni Corali Regionali (Feniarco), qui rassemble plus de 2 300 chœurs.
Il a aussi enseigné la composition à Milan, Pérouse et Crémone, et a été membre du conseil d'administration de la Società Italiana degli Autori ed Editori (SIAE).
Luciano Chailly est le père du chef d'orchestre Riccardo Chailly et de la harpiste Cecilia Chailly.

## Œuvres
Luciano Chailly est l'auteur de 13 opéras, pour la plupart produits entre 1955 et 1975. Quatre d'entre eux, en un acte, sont des adaptations d'Anton Tchekhov (Il Canto del cigno et Una domanda di matrimonio, tous deux en 1956, Vassiliev en 1963 et Il libro dei reclami en 1975). Quatre autres sont le fruit de sa collaboration avec Dino Buzzati avec qui il s'est lié d'amitié dans les années 1950 (Ferrovia soprelevata en 1954, Procedura penale en 1959, Il Mantello en 1960 et Era proibito en 1961). Il a également adapté des œuvres de Fiodor Dostoïevski, Eugène Ionesco, Luigi Pirandello et Julien Gracq.

### Opéras
- 1955 : Ferrovia sopraelevata, livret de Dino Buzzati
- 1957 : Una domanda di matrimonio, d'après Anton Tchekhov
- 1957 : Il Canto del cigno, d'après Tchekhov
- 1959 : La Riva delle Sirti, livret de Renato Prinzhofer d'après Julien Gracq
- 1959 : Procedura penale, livret de Dino Buzzati
- 1959 : Sogno (ma forse no), livret de Renato Prinzhofer d'après Luigi Pirandello
- 1960 : Il mantello, livret de Dino Buzzati
- 1963 : Era proibito, livret de Dino Buzzati
- 1967 : Vassiliev, d'après Tchekhov
- 1967 :  Markheim, livret de Renato Prinzhofer d'après Robert Louis Stevenson
- 1970 : L'idiota d'après Fiodor Dostoïevski
- 1975 : Il libro dei reclami d'après Tchekhov
- 1986 : La cantatrice calva d'après Eugène Ionesco
- 2006 : L'aumento, livret de Dino Buzzati (création posthume)

### Autres œuvres (sélection)

#### Musique de chambre
- Sonata tritematica n. 1 per pianoforte (1951)
- Sonata tritematica n. 5 per violoncello e pianoforte (1954)
- Sonatina tritematica n. 12 per mandolino e pianoforte (1963)
- Sonata per chitarra (1976)
- Serata a Mauthausen per mandolino e pianoforte (1980)
- Psicogrammi per arpa (1980)
- Improvvisazione n. 14 per flauto, violino e pianoforte (1999)

#### Musique symphonique
- Toccata per orchestra d'archi (1948)
- Ricercare per orchestra (1950)
- Sonata tritematica n. 3 per orchestra (1952)
- Sequenze dell'Artide per orchestra (1961)
- Contrappunti a quattro dimensioni per orchestra (1971)
- Triplum per violino, pianoforte e orchestra (1974)
- Newton Variations per orchestra (1981)
- Es-Konzert per orchestra (1984)

#### Musique vocale et chœurs
- Missa Papae Pauli per coro e orchestra (1967)
- Ode a Ferrara per coro, voce recitante e orchestra (1967)
- Cantata di San Francesco per baritono, coro e orchestra (1976)
- Kinder Requiem per coro e orchestra (1979)
- De profundis di Cefalonia per 3 cori, 3 organi e 16 timpani (1981)

### Ouvrages musicologiques
- I personaggi (Florence, 1972)
- Cronache di vita musicale (Rome, 1973)
- Buzzati in musica (Turin, 1987)
- La variazioni della fortuna (Milan, 1989)